# Orphan Black
Orphan Black ist eine kanadisch-US-amerikanische Science-Fiction-Serie mit Tatiana Maslany in einer Mehrfachrolle. Sie verkörpert im Lauf der Serie verschiedene größtenteils weibliche Klone, die voneinander getrennt aufgewachsen sind und das Geheimnis ihrer Herkunft aufzudecken versuchen. Die Serie besteht aus fünf Staffeln mit insgesamt 50 Episoden und wurde vom 30. März 2013 bis zum 12. August 2017 gleichzeitig in den Vereinigten Staaten auf BBC America und in Kanada auf Space ausgestrahlt.
Die Serie hat zahlreiche Kritikerpreise und Auszeichnungen gewonnen, unter anderem zweimal den Critics’ Choice Television Award als beste Hauptdarstellerin in einer Dramaserie und einmal den Emmy als beste Hauptdarstellerin in einer Dramaserie für Tatiana Maslany.

## Handlung

### Staffel 1
Sarah Manning, eine Kleinkriminelle, ist nach über zehn Monaten wieder in ihrer Heimatstadt, um ihre Tochter Kira, die bei ihrer Pflegemutter Mrs. S. lebt, zu besuchen. Auch sie selbst ist als Waise mit ihrem Pflegebruder Felix unter Mrs. S.’ Obhut aufgewachsen und war zeitlebens eine Außenseiterin. Am Bahnhof beobachtet sie, wie eine Frau, die ihr bis auf den gesetzteren Kleidungsstil zum Verwechseln ähnelt, Suizid begeht. Aufgrund ihrer momentanen problematischen Lebenssituation und Finanzlage, ihres aggressiven Exfreundes Vic und weiterer Probleme beschließt sie, die Identität der Frau anzunehmen. Dabei hilft ihr Felix, der die Leiche der Frau als Sarah Manning identifiziert.
Als Folge des Identitätswechsels muss Sarah nun im Leben der Unbekannten zurechtkommen. Beth war Polizistin, jedoch zuletzt suspendiert, da sie die vermeintliche Zivilistin Maggie Chan erschossen hat. Auch hatte Beth mit ihrem Freund Paul Beziehungsprobleme. Über ein Handy und durch eigene Recherchen erfährt Sarah durch Cosima Niehaus, dass sie und Beth Klone waren und dass es noch weitere Klone gibt, die über die ganze Welt verstreut leben. Zwei dieser Klone sind Cosima selbst und Alison Hendrix, eine Mutter, die in der Vorstadt lebt. Als Sarah sich mit einem aus Deutschland stammenden Klon namens Katja Obinger trifft, wird diese auf der Rückbank ihres Wagens erschossen. Sarah beseitigt die Leiche unwissentlich in einer Kiesgrube, jedoch wird die Tote einige Tage später von der Polizei entdeckt und so muss Sarah als Polizistin die Ermittlungen aufnehmen. Die Attentäterin, die Katja getötet hat, stellt sich als ein weiterer Klon heraus: Helena, eine in einem Kloster in der Ukraine aufgewachsene Killerin.
Cosima erfährt indes, dass die Klone von sogenannten Monitors bewacht werden. Diese sind über den Hintergrund ihres Auftrags nicht informiert und erstatten lediglich einer mysteriösen Organisation Bericht. Die Klone versuchen, die Identität ihrer Monitors herauszufinden. Beths Monitor ist ihr Freund Paul, der sich, nachdem er über die Umstände seines Auftrages Kenntnis erlangte, gegen seine Auftraggeber auflehnt. Cosimas Monitor wird die vermeintliche Studentin Delphine Cormier, mit der Cosima trotzdem eine Beziehung eingeht. Delphine bringt Cosima auch die Lehre der Neolutionisten, einer Art Sekte, die von Dr. Aldous Leekie geleitet werden, näher. Man erfährt, dass Dr. Leekie über die Klone informiert ist und Teil ihrer Erschaffung war. Da Sarah, Cosima und Alison immer mehr Informationen über sich und ihre Entstehung erlangen, beginnen sie, Nachforschungen anzustellen, was wiederum diverse Probleme und Konsequenzen mit sich bringt.

### Staffel 2
Nach dem Verschwinden ihrer Tochter wendet sich Sarah hilfesuchend an Beths ehemaligen Polizeikollegen Arthur Bell, der zusammen mit seiner Kollegin Angela Deangelis die untersuchten Todesfälle neu aufrollt und entdeckt, dass Sarah sich als Beth ausgegeben hat und Beweise vernichtet wurden. Sarah muss Arthur nun in ihr Geheimnis einweihen. Sarahs Klon Alison hat den Tod einer ihrer Nachbarinnen und vermeintlichen Monitor nicht verhindert, versucht weiter, ihre Rolle bei einem Laien-Musical auszufüllen und stürzt bei der Aufführung unter Alkoholeinfluss von der Bühne, woraufhin sie in eine Entzugsklinik eingeliefert wird. Vic, Sarahs Exfreund, der sich in der gleichen Entzugsklinik wie Alison aufhält, fühlt Alison in der Klinik und den dort stattfindenden Therapiegruppen auf den Zahn. Die Entführung von Kira und Mrs. S. war inszeniert, Mrs. S hat das Haus verwüstet und ist mit Kira an einen vermeintlich sicheren Ort geflüchtet. Leider erweist sich dieser als nicht sicher genug, Sarah und Kira verschwinden und suchen Schutz bei Cal Morrison, dem mutmaßlichen Vater Kiras. Selbst dort werden sie von Dyads Agenten aufgespürt und müssen erneut flüchten.
Helena wird von Sarah niedergeschossen und bleibt schwer verletzt auf der Straße liegen, wo sie von eben jenen religiösen Leuten aufgelesen wird, die sie von Anfang an betreut haben, den sogenannten Prolethianern. Sie konnte den Schuss ins Herz nur überleben, weil ihr Körper die seltene Anomalie (Situs inversus) hat, bei der die Organe spiegelverkehrt im Körper liegen, wie es selten bei Zwillingen vorkommt. Helena entkommt und Sarah tut sich mit ihr zusammen, um das Rätsel aus den Anfängen ihrer Geschichte zu lösen und Ethan Duncan aufzuspüren. Während Sarah in einer Kirche das Archiv einer Forschungseinrichtung aus dem früheren 20. Jahrhundert durchsucht, geht Helena, die eigentlich im Wagen hätte warten sollen, in eine Bar. Nach einer handfesten Schlägerei steht Mark Rollins aus der Sektenfamilie vor ihr und bringt sie zurück. Helena werden Eizellen entnommen, diese werden mit dem Samen des Vaters der Familie befruchtet und den Frauen der Familie eingesetzt. Unterdessen taucht in der Stadt ein weiterer Klon auf, ein transsexueller Klon, der Beth eine Nachricht über Paul überbringen soll. Solange dessen Hintergrund geprüft wird, kommt er bei Felix unter.
Cosima forscht weiter mit Stammzellen an der Gensequenz, die für die Krankheit verantwortlich ist, an der die Klone leiden und sterben. Dafür gibt Kira zunächst sogar einen ihrer Milchzähne. Da dies nicht reicht, wird ihr später noch eine Knochenmarkspende entnommen. Rachel, ein weiterer Klon, jedoch auf der Seite von Dyad, hat nun die Leitung der Forschungseinrichtung übernommen. Dr. Leekie wird abgesetzt und unabsichtlich von Alisons Mann Donnie erschossen. „Offiziell“ starb Dr. Leekie an Bord eines der Privatjets von Dyad an einem Herzinfarkt, so dass Alison und ihr Mann die Leiche in ihrer Garage verscharren können. Rachel ist mittlerweile so versessen auf Kira, dass sie in die Rolle Sarahs schlüpft, Mrs. S täuscht, Felix betäubt und Kira aus der Kinderklinik entführt. Sarah bleibt keine Alternative, um ihre Tochter wiederzusehen, sie stellt sich Dyad und wird gefangen genommen. Sarah kann noch kurz vor einer OP, bei der man ihr einen ihrer Eierstöcke entnehmen wollte, rechtzeitig fliehen. Dabei wird Rachel schwer verletzt. Die Leiterin der hinter Dyad stehenden Firma, Marion Bowles, erläutert Sarah, dass es zwei Forschungsgruppen gibt. Das Militär betreibt im Projekt Castor die Entwicklung von männlichen Klonen, Dyad im Projekt Leda die von weiblichen Klonen. Darüber hinaus ist Marion Bowles achtjährige Tochter Charlotte ebenfalls ein Klon des Projekts Leda. Währenddessen wird Helena mit Wissen von Mrs. S. vom Militär verschleppt.

### Staffel 3
Sarah versucht herauszufinden, wohin ihre Schwester Helena entführt wurde. Sie macht sich auf die Suche nach dem Castor-Klon Marc Rollins, der bei den Prolethianern lebte, um mehr über die Castor-Basis herauszufinden. Marc ist mit der schwangeren Gracie aus der Obhut der Prolethianer geflohen und sucht nun ebenfalls nach dem Ursprungsgenom. Denn genau wie die Leda Klone leiden die Castors unter einem Defekt, der sich in einer neurodegenerativen Krankheit und damit verbundenem Wahnsinn zeigt. Als Gracie von Marcs Klon-Identität erfährt, geht sie zurück zu ihrer Familie und lässt zu, dass ihre Mutter Marc niederschießt. Sarah erlebt den Schusswechsel mit und rettet Marc das Leben. Sie finden heraus, dass Leda- und Castor-Klone Geschwister sind, und suchen gemeinsam weiter nach dem Ursprungsgenom. Dabei werden sie von Rudy, einem weiteren Castor-Klon, aufgespürt und ebenfalls in die Castor-Basis in der Wüste Mexikos verschleppt. Dort werden Sarah und Helena einigen Versuchen ausgesetzt, da sie als einzige Klone nicht „defekt“ sind. Außerdem erfahren sie, dass die Castor-Klone eine Art Waffe sind, da sie Frauen beim Geschlechtsverkehr mit einem Protein infizieren, welches diese sterilisiert. Mit Pauls Hilfe können Helena und Sarah schließlich fliehen.
In der Zwischenzeit versuchen Cosima und Scott, den Code aus Duncans Buch zu entschlüsseln, um das Ursprungsgenom zu finden. Durch Zufall findet Scott heraus, dass Rachel, die durch Sarahs Angriff ein Auge verlor und ein Hirntrauma erlitt, in ihrer Therapie dieselben Symbole malt, die auch in dem Buch zu finden sind. Es stellt sich heraus, dass Rachel und ihr Vater eine Geheimsprache hatten und nur sie die Kodierung entschlüsseln kann. Als Gegenleistung fordert sie aber, dass sie aus dem Dyad-Institut herausgeholt wird, da sie fürchtet, von Delphine, die ihren Platz eingenommen hat, umgebracht zu werden. Da die Castors zur selben Zeit das Buch gestohlen haben, geht der Klonclub auf ihre Forderungen ein und schleust sie heimlich in Siobhans Haus. Doch Rachel schafft es nur eine Seite des kopierten Buchs zu übersetzen, bevor sie auffliegen und Delphine die Kopie im Namen Dyads beschlagnahmt.
Während Rachel es schafft, mit Hilfe ihrer Neolutionistenkontakte doch noch unterzutauchen, reisen Sarah, Mrs. S. und Felix nach London, um den wenigen entschlüsselten Hinweisen nachzugehen. Es stellt sich heraus, dass die Trägerin beider Ursprungsgenome niemand Geringeres als Mrs. S’ Mutter Kendall Malone ist. Da nun mehrere Organisationen Jagd auf das Ursprungsgenom machen, taucht Sarah mit Kira, Siobhan und Kendall in Island unter.
Währenddessen beschließt Alison, für das Amt des Elternvorsitzes an der Schule ihrer Kinder zu kandidieren. Da ihr Mann Donnie in einer Übersprunghandlung seinen Job gekündigt hat, übernehmen die beiden den Drogenhandel von Alisons ehemaligem Dealer, um ihr Leben und den Wahlkampf finanzieren zu können. Sie werden schließlich vom Kopf des Drogenkartells aufgespürt und expandieren ihr Geschäft unter dem Deckmantel der Seifenherstellung im Laden von Alisons Mutter. Alisons Exfreund ist ebenfalls Teil des Kartells und gerät schließlich mit dem eifersüchtigen Donnie aneinander. Infolge der Auseinandersetzung stiehlt er Helenas tiefgefrorene Embryonen, die diese, nachdem sie bei der Familie Hendrix untergekommen war, in deren Laden versteckt hatte. Als das Drogenkartell die Zusammenarbeit kündigt und ihre Ware sowie das Geld zurückfordern, macht Helena kurzen Prozess und verschafft sich ihre Embryonen und dem Ehepaar Hendrix das gesamte Drogengeld des Kartells. Am Ende der Staffel wird Alison zur neuen Elternvorsitzenden gewählt.

## Besetzung und Synchronisation

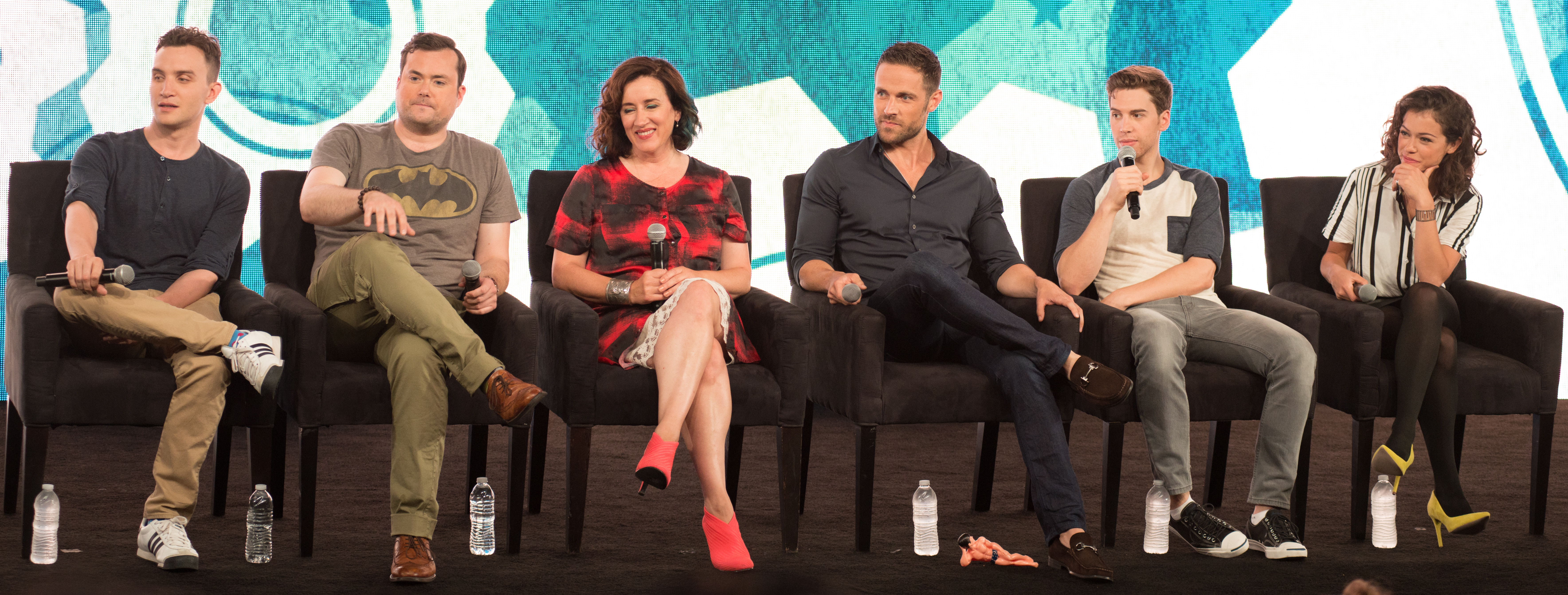
Die Castmitglieder Ari Millen, Kristian Bruun, Maria Doyle Kennedy, Dylan Bruce, Jordan Gavaris und Tatiana Maslany im Jahr 2014

Für die deutsche Synchronisation ist die Synchronfirma Splendid Synchron GmbH in Köln unter dem Dialogbuch und der Dialogregie von Luise Charlotte Brings verantwortlich.

### Hauptbesetzung
| Schauspieler        | Rollenname                                    | Hauptrolle           | Nebenrolle           | Synchronsprecher   |
| ------------------- | --------------------------------------------- | -------------------- | -------------------- | ------------------ |
| Tatiana Maslany     | Sarah Manning und die Klone des Projekts Leda | 1.01–5.10            |                      | Corinna Riegner    |
| Jordan Gavaris      | Felix „Fee“ Dawkins                           | 1.01–5.10            |                      | Tobias Diakow      |
| Dylan Bruce         | Paul Dierden                                  | 1.01–3.06, 4.01–4.02 |                      | Rainer Fritzsche   |
| Kevin Hanchard      | Detective Arthur „Art“ Bell                   | 1.01–5.10            |                      | Fabian Körner      |
| Michael Mando       | Victor „Vic“ Schmidt                          | 1.01–1.10            | 2.06–2.07, 2.09      | Daniel Sellier     |
| Maria Doyle Kennedy | Siobhan „Mrs. S.“ Sadler                      | 1.01–5.08            |                      | Kerstin Fischer    |
| Évelyne Brochu      | Dr. Delphine Cormier                          | 2.01–3.10            | 1.05–1.10, 4.09–5.10 | Nora Jokhosha      |
| Ari Millen          | Mark und dessen Klone                         | 3.01–5.09            | 2.01–2.06, 2.09–2.10 | Philipp Danne      |
| Kristian Bruun      | Donnie Hendrix                                | 3.01–5.10            | 1.03–2.10            | Dominik Freiberger |
| Josh Vokey          | Scott Smith                                   | 4.04–5.10            | 1.05, 1.09–4.03      | Stefan Naas        |

### Nebenbesetzung
| Schauspieler        | Rollenname                        | Staffel   | Synchronsprecher     |
| ------------------- | --------------------------------- | --------- | -------------------- |
| Inga Cadranel       | Detective Angela Deangelis        | 1–2, 4    | Vanessa Wunsch       |
| Skyler Wexler       | Kira Manning                      | 1–5       | Carla Fluder         |
| Matt Frewer         | Dr. Aldous Leekie                 | 1–2, 4, 5 | Daniel Werner        |
| Natalie Lisinska    | Aynsley Norris                    | 1, 5      | Silke Linderhaus     |
| Millie Davis        | Gemma Hendrix                     | 1–5       | Olivia Strasburger   |
| David Richmond-Peck | Olivier Duval                     | 1, 4      | Tobias Brecklinghaus |
| Matt Bennett        | Daniel Rosen                      | 1–2       | Simon Roden          |
| Daniel Kash         | Tomas                             | 1, 2, 5   | Volker Wolf          |
| Sarain Boylan       | Astrid                            | 1, 4      | Silke Haupt          |
| Ron Lea             | Lt. Gavin Hardcastle              | 1, 4      | Hans Bayer           |
| Michiel Huisman     | Cal Morrison                      | 2–3       | Robert Steudtner     |
| Andrew Gillies      | Ethan Duncan alias Andrew Peckham | 2         | Jacques Breuer       |
| Peter Outerbridge   | Henrik Johanssen                  | 2         | Matthias Klie        |
| Kristin Booth       | Bonnie Johanssen                  | 2–3       | Betül Jülide Gülgec  |
| Zoé De Grand Maison | Gracie Johanssen Rollins          | 2–3, 5    | Meri Dogan           |
| Michelle Forbes     | Dr. Marion Bowles                 | 2         | Irina Scholz         |
| Justin Chatwin      | Jason Kellerman                   | 3         | Isaak Dentler        |
| James Frain         | Ferdinand                         | 3–5       | Martin L. Schäfer    |
| Kyra Harper         | Dr. Virginia Coady                | 3, 5      | Ulrike Johannson     |
| Ksenia Solo         | Shay Davydov                      | 3         | Jana Kilka           |
| Amanda Brugel       | Marci Coates                      | 3         | Daniela Bette-Koch   |
| Rosemary Dunsmore   | Prof. Susan Duncan                | 3–5       | Inga Sibylle Kuhne   |
| Alison Steadman     | Kendall Malone                    | 3–4       | Karyn von Ostholt    |
| Lauren Hammersley   | Adele                             | 4–5       | Janina Sachau        |
| Joel Thomas Hynes   | Dizzy                             | 4         | Tom Jacobs           |
| Jessalyn Wanlim     | Evie Cho                          | 4         | Julia von Tettenborn |
| Stephen McHattie    | P. T. Westmoreland                | 5         | Fritz Stavenhagen    |

### Doubles
- Kathryn Alexandre ist Tatiana Maslanys Double in allen Szenen, in denen mehr als ein Projekt-Leda-Klon gleichzeitig vorkommt.[6]
- Nick Abraham ist Ari Millens Double für die Projekt-Castor-Klone.[6]

## Klone

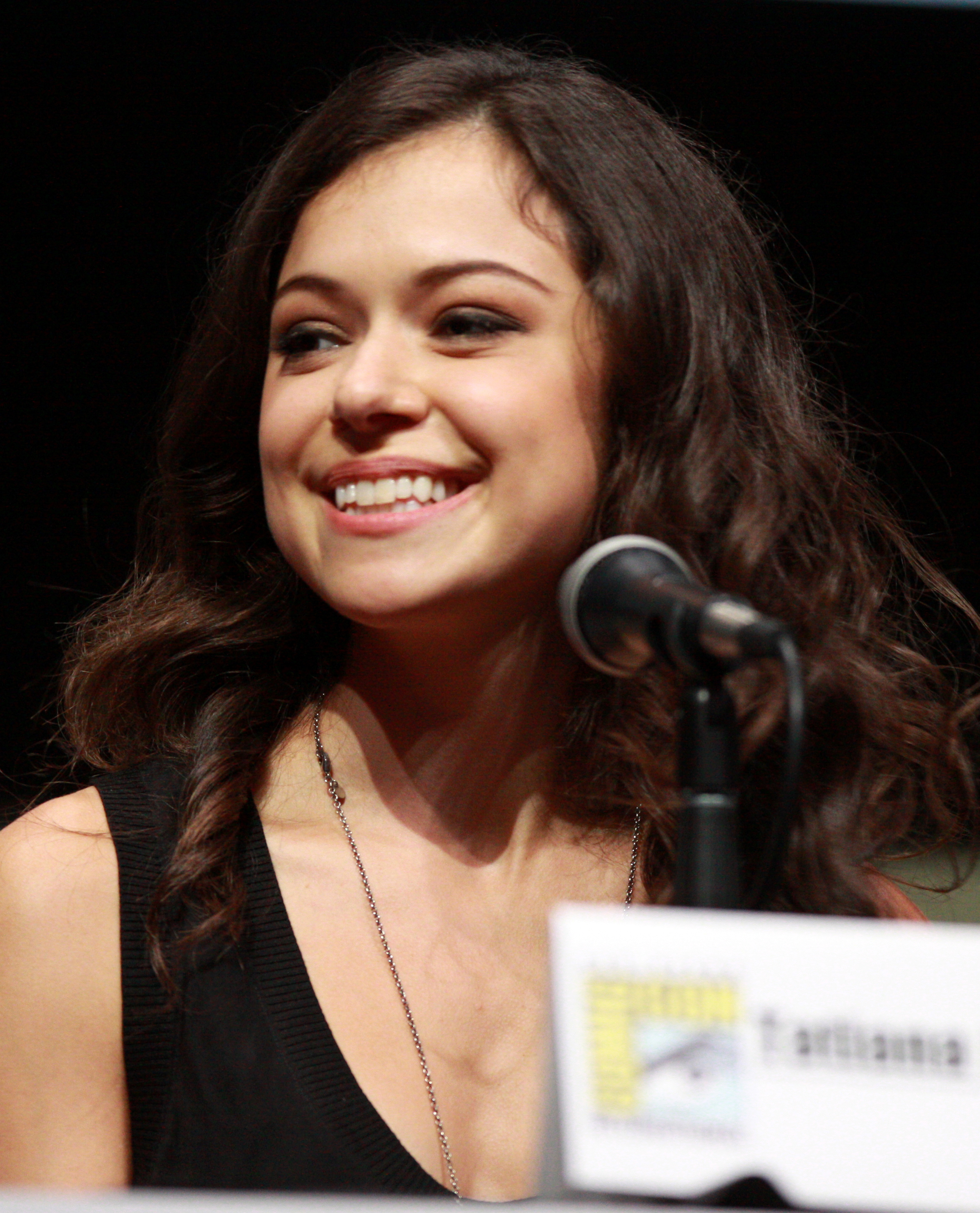
Tatiana Maslany verkörpert die Klone des Projekts Leda.

### Projekt Leda
Im Folgenden sind die in der Serie vorkommenden weiblichen Klone aufgelistet, die alle von Tatiana Maslany dargestellt werden. Als junge Mädchen werden die Klone innerhalb von Rückblenden von Cynthia Galant verkörpert, ebenso die achtjährige Charlotte Bowles, die ausschließlich als Kind auftritt. Insgesamt gibt es 274 LEDA-Klone.
| Name                                     | Herkunft                                                    | Geburtsdatum (nach Geburtsurkunde) | Geburtsdatum (nach Cosimas Liste) | Status                           |
| ---------------------------------------- | ----------------------------------------------------------- | ---------------------------------- | --------------------------------- | -------------------------------- |
| Sarah Manning                            | London, Vereinigtes Königreich                              | 15. März 1984                      | –                                 | am Leben                         |
| Elizabeth „Beth“ Childs                  | East York, Kanada                                           | 1. April 1984                      | 13. März 1984                     | verstorben am 23. November 2012  |
| Alison Hendrix                           | Scarborough, Kanada                                         | 4. April 1984                      | 18. April 1984                    | am Leben                         |
| Cosima Niehaus Dyad: 324B21              | San Francisco, Vereinigte Staaten                           | 9. März 1984                       | –                                 | am Leben                         |
| Helena Prolethianer: E302A               | London, Vereinigtes Königreich, aufgewachsen in der Ukraine | 15. März 1984                      | –                                 | am Leben                         |
| Katja Obinger                            | Würzburg, Deutschland                                       | 24. März 1984                      | –                                 | verstorben am 25. November 2012  |
| Rachel Duncan Dyad: 779H41               | Cambridge, Vereinigtes Königreich                           | 17. März 1984                      | –                                 | am Leben                         |
| Danielle Fournier                        | Reims, Frankreich                                           | 20. März 1984                      | 12. März 1984                     | verstorben am 24. September 2012 |
| Aryanna Giordano                         | Rom, Italien                                                | 4. April 1984                      | 28. April 1984                    | verstorben am 11. April 2012     |
| Janika Zingler                           | Salzburg, Österreich                                        | 10. März 1984                      | –                                 | verstorben am 13. Juli 2012      |
| Jennifer Fitzsimmons                     | Vereinigte Staaten                                          | 1984                               | –                                 | verstorben im Jahr 2014          |
| Tony Sawicki gebürtig Antoinette Sawicki | Cincinnati, Vereinigte Staaten                              | 1984                               | –                                 | am Leben                         |
| Charlotte Bowles                         | –                                                           | 2006                               | –                                 | am Leben                         |
| Krystal Goderich                         | –                                                           | 1984                               | –                                 | am Leben                         |
| Polnischer Klon                          | Polen                                                       | 1984                               | –                                 | verstorben                       |
| Veera „MK“ Suominen Dyad: 3MK29A         | Helsinki, Finnland                                          | 3. März 1984                       | –                                 | verstorben                       |
| Niki Lintula Dyad: 509VT4                | Tapiola, Finnland                                           | 1984                               | –                                 | verstorben am 12. September 2001 |
| Ania Kaminska                            | Gdańsk, Polen                                               | 1984                               | –                                 | verstorben am 8. September 2001  |
| Justyna Buzek                            | Prag, Tschechien                                            | 1984                               | –                                 | verstorben am 12. September 2001 |
| Sofia Jensen                             | Odense, Dänemark                                            | 1984                               | –                                 | verstorben am 12. September 2001 |
| Fay                                      | Amsterdam, Niederlande                                      | 1984                               | –                                 | verstorben am 12. September 2001 |
| Femke                                    | Amsterdam, Niederlande                                      | 1984                               | –                                 | verstorben am 12. September 2001 |
| Jade Dyad: C35FE1                        | –                                                           | 1984                               | –                                 | verstorben am 12. September 2001 |
| Effie                                    | –                                                           | 1984                               | –                                 | verstorben im Jahr 2001          |
| 5 Teenager Klone                         | –                                                           | 1984                               | –                                 | verstorben                       |
| Miriam Johnson Dyad: 528M32              | –                                                           | 1984                               | –                                 | verstorben                       |
| Camilla Torres                           | Cartagena, Kolumbien                                        | –                                  | –                                 | am Leben                         |
| Lisa Glynn Dyad: 415K98                  | -                                                           | -                                  | -                                 | -                                |

### Projekt Castor

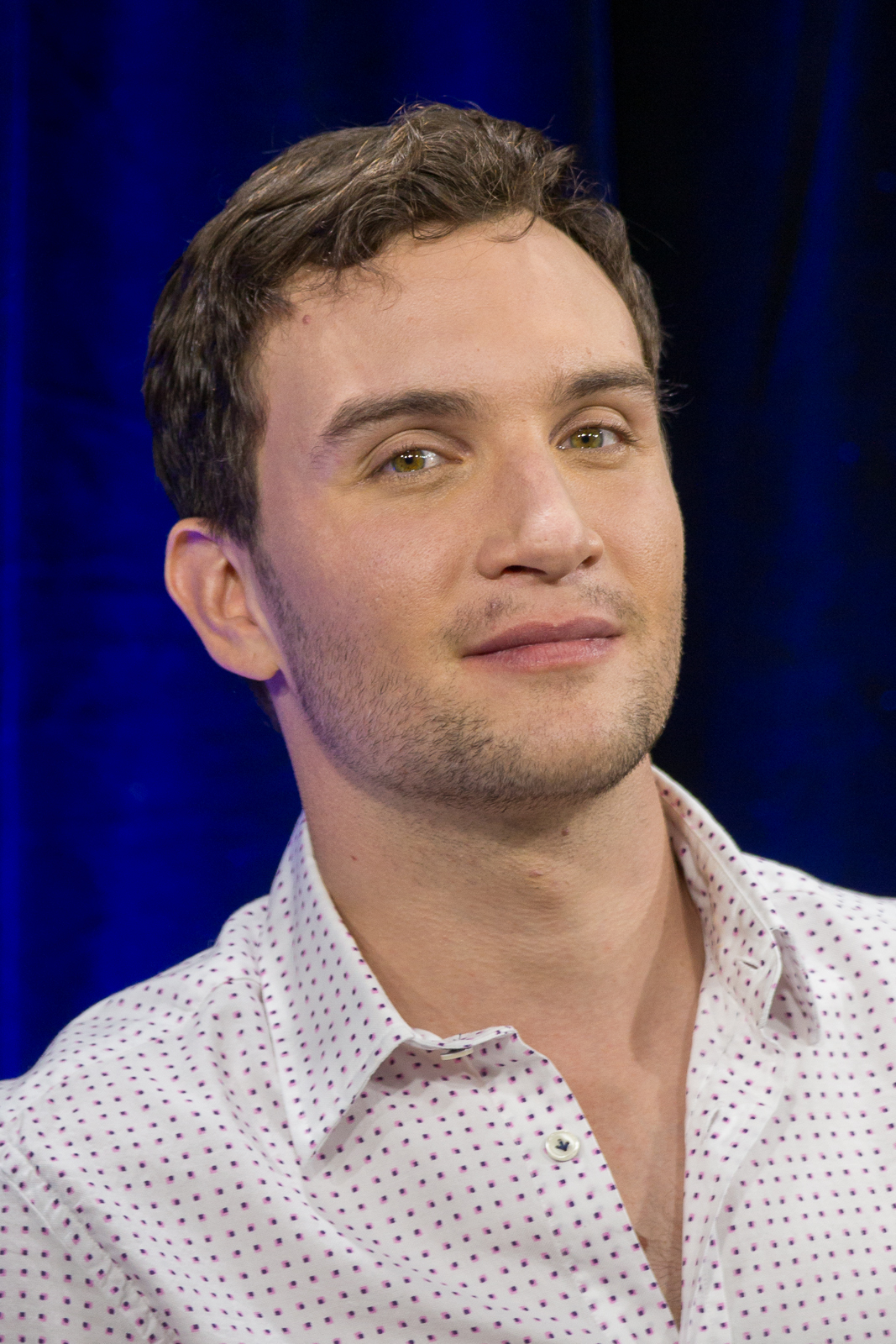
Ari Millen verkörpert die Klone des Projekts Castor.

Im Folgenden sind die bisherigen in der Serie vorkommenden männlichen Klone aufgelistet, die alle von Ari Millen dargestellt werden.
| Name                    | Status                     |
| ----------------------- | -------------------------- |
| Mark Rollins            | verstorben (in Folge 5.09) |
| Rudy                    | verstorben                 |
| Seth                    | verstorben (in Folge 3.02) |
| Styles Miller           | verstorben                 |
| Parsons Militär: CTR093 | verstorben                 |
| Abel Johanssen          | verstorben                 |
| Ira                     | verstorben (in Folge 5.07) |

## Produktion

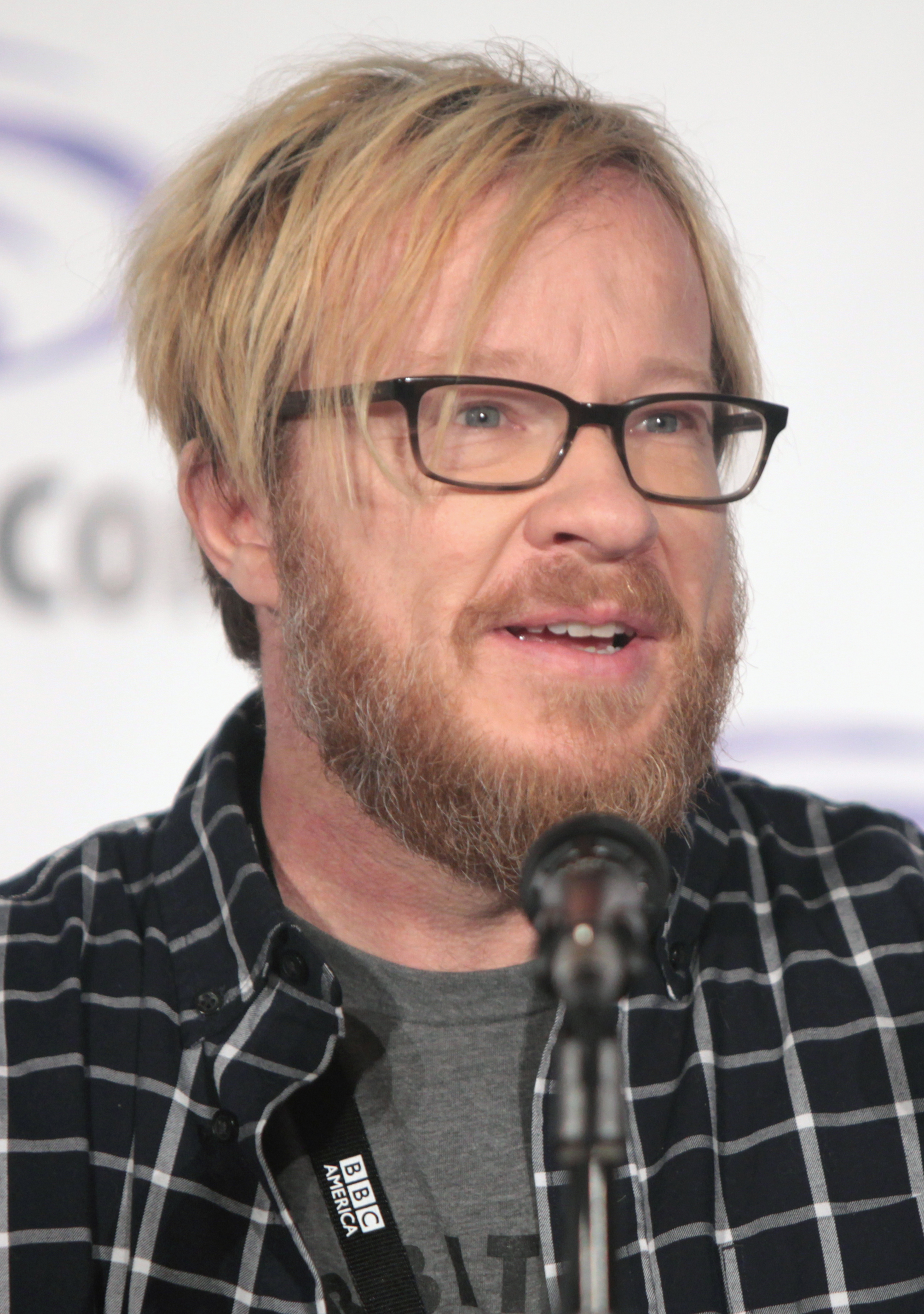
Produzent John Fawcett

Am 12. Juni 2012 wurde bekannt gegeben, dass Temple Street Productions im Auftrag von BBC Worldwide und Space eine zehnteilige erste Staffel der Serie produzieren werde. Ende Juni verkündete BBC America, die Serie in den Vereinigten Staaten auszustrahlen. Im September 2012 wurde Tatiana Maslany für die zentrale Hauptrolle der Serie verpflichtet. Die restlichen Hauptdarsteller wurden im Oktober 2012 mit Beginn der Dreharbeiten für die erste Staffel in Toronto bekannt gegeben. Die Dreharbeiten endeten im Februar 2013. Die Titelmelodie der Serie wurde von Two Fingers komponiert. 
Die Szenen, in denen die jeweils von Tatiana Maslany gespielten Klone miteinander interagieren, wurden mithilfe von Doubles mehrfach gedreht. Um schnittfreie Aufnahmen, sowie das Berühren der einzelnen Klone zu ermöglichen, musste Maslany in mehreren Aufnahmen dieselben Bewegungsabläufe durchführen, welche mittels Motion-Control aufgenommen wurden und so später digital zusammengeführt werden konnten.
Anfang Mai 2013 bestellten BBC America und Space auf Grund der sehr zufriedenstellenden Quoten eine zweite Staffel der Serie mit wiederum zehn Folgen.
Im Juli 2014 verlängerte BBC America die Serie um eine zehnteilige dritte Staffel. Während der Ausstrahlung dieser Staffel wurde die Serie bereits um eine vierte Staffel verlängert.
Im Juni 2016 verlängerte BBC America die Serie um eine fünfte Staffel, welche wiederum aus zehn Episoden bestehen wird. Gleichzeitig gab man bekannt, dass die Serie mit dieser Staffel enden werde.

## Ausstrahlung
Vereinigte Staaten
Die erste Staffel der Serie wurde zwischen dem 30. März und dem 1. Juni 2013 in den USA auf dem Sender BBC America und in Kanada auf dem Sender Space gesendet. Die zweite Staffel hatte am 19. April 2014 Premiere. Die Ausstrahlung der dritten Staffel fand vom 18. April bis zum 20. Juni 2015 statt. Die vierte Staffel der Serie wurde vom 14. April bis zum 18. Juni 2016 ausgestrahlt, womit sie von ihrem Sendeplatz am Samstagabend auf den Donnerstag wandert.
Deutschland
In Deutschland strahlte der Sender ZDFneo die erste Staffel vom 2. Mai bis zum 30. Mai 2014 in Doppelfolgen aus, die zweite Staffel vom 25. November bis 16. Dezember 2014 ebenfalls in Doppelfolgen, teilweise auch in Dreifachfolgen. Vom 16. Februar 2016 bis zum 15. März 2016 wurde die dritte Staffel von ZDFneo ebenfalls in Doppelfolgen ausgestrahlt. Die deutschsprachige Erstveröffentlichung der vierten Staffel fand am 6. August 2016 auf Netflix per Streaming statt.

## DVD-Veröffentlichungen
Kanada
- Staffel 1 erschien am 1. April 2014
- Staffel 2 erschien am 5. August 2014
- Staffel 3 erschien am 18. August 2015
- Staffel 4 erschien am 23. August 2016

Deutschland
- Staffel 1 erschien am 30. Mai 2014
- Staffel 2 erschien am 22. Dezember 2014
- Staffel 3 erschien am 18. März 2016
- Staffel 4 erschien am 6. Februar 2017
- Staffel 5 erschien am 14. Februar 2018

## Rezeption

### Kritik
Die erste Staffel der Serie erhielt bei Metacritic ein Metascore von 73/100 basierend auf 20 Rezensionen.
Rachelle Pouplier von Welt.de lobt vor allem die Erfinder und Produzenten der Serie: „Die Serie hat zweifellos Suchtpotential. Die Macher, Graeme Manson und John Fawcett, haben das Science-Fiction-Genre mit dem Noir skandinavischer Krimis vereint. Gleichzeitig bedienen sie sich komödiantischer sowie trashiger Elemente. Diese Kombination sorgt für eine unkonventionelle Coolness, die – das hat der Erfolg in Nordamerika bewiesen – nicht nur Sci-Fi-Nerds vor die Bildschirme holt.“ Ihrer Meinung nach „macht [die Serie] das Science-Fiction-Genre wieder tauglich für ein junges Fernsehpublikum.“
Franziska von Malsen, Journalistin bei der Süddeutschen Zeitung, schreibt in ihrem Fazit, dass „Die Geschichte selbst ein wenig krude konstruiert [ist], woran man sich bei einem Science-Fiction-Thriller nicht weiter stören muss. Dafür ist sie perfekt erzählt, beinahe jede Szene baut Spannung auf. Unnötig also, dass der öffentlich-rechtliche Sender dem Ganzen noch eine politisch-ethische Brisanz zuschreiben möchte („da steckt mehr drin“). Der bessere Grund, sich Orphan Black anzusehen, ist die kanadische Hauptdarstellerin Tatiana Maslany, die alle sieben Klone spielt und für ihre Mehrfachrolle auch gleich für den Golden Globe nominiert wurde.“
Thomas Lückerath von DWDL.de schrieb zur Pilotfolge und zur ersten Staffel der Serie: „"Orphan Black" ist der Beleg dafür, dass herausragende Serienware längst nicht mehr nur aus den USA kommt. […] Natürlich sind Serien am Ende auch Geschmackssache, doch schon nach einer Folge diese sehr eng an die Realität geknüpfte Science-Fiction-Serie weiß man zweifelsohne, ob es passt oder nicht. Und wer dem Genre grundsätzlich offen gegenüber steht, der wird definitiv in den Bann der Story gezogen […]. Was mich berauscht hat an ‚Orphan Black‘ ist eine originelle Story und temporeiche Umsetzung, die einen Sog entwickelt. Das ist keine Serie von der man erst mehrere Folge gesehen haben muss, um drin zu sein, so wie es etwa für die ‚Sopranos‘ und manch anderes Meisterwerk gilt. […] Die Serie hält über die erste Staffel hinweg das starke Niveau des Piloten […]. Die deutsche Synchronfassung der Serie ist übrigens gut gelungen, doch ganz ohne einen Wermutstropfen ist sie nicht: Die verschiedene Dialekte einiger Personen sind im deutschen nur teilweise übernommen. Das wird Puristen ärgern, aber nimmt ‚Orphan Black‘ nicht seine Sehenswürdigkeit, die übrigens auch noch durch den unbezahlbaren Aspekt, dass man sich als Zuschauer häufig fragt ‚Was würde ich an Sarahs Stelle tun?‘, gewinnt. Action, Spannung, Mystery und Emotionen – in den ersten 45 Minuten steckt alles und ist dazu noch so stylish verpackt wie man es zuletzt aus skandinavischen Produktionen kennt.“
Auch Harald Keller urteilt in der Frankfurter Rundschau positiv über die Serie: „'Orphan Black', eine kanadisch-US-amerikanische Koproduktion unter Federführung von BBC America, ist eine Thrillerserie in höchster Vollendung. Die Autoren treiben die Handlung zügig voran, warten mit immer neuen, kaum vorhersehbaren Wendungen auf, lassen dabei aber die emotionalen Komponenten nicht außer Acht und gönnen dem Publikum auch eine gehörige Portion Witz.“ Des Weiteren lobt er Tatiana Maslanys Können, indem er sagt, dass „Die Serie […] wesentlich vom Können der Hauptdarstellerin Tatiana Maslany [lebt]. Die Kanadierin, die auf deutschen Bildschirmen zuvor unter anderem in „Die Tore der Welt“ und „Being Erica“ zu sehen war, spielt sämtliche Klon-Schwestern […]. Sie spielt also nicht eine Hauptrolle, sondern mehrere, mit gänzlich unterschiedlichen Charaktereigenschaften, Gesten, Manierismen. Mehr als verdient erhielt sie dafür 2014 eine Golden-Globe-Nominierung als beste Schauspielerin in einer Serie.“
Marcus Kirzynowski von wunschliste.de schrieb „Obwohl ‚Orphan Black‘ von der ganzen Anlage eine Show ist, was Kritiker typischerweise gerne übersehen, unterfordern die Autoren um Graeme Manson und John Fawcett ihre Zuschauer keineswegs. Man muss schon sehr genau aufpassen, um im ständigen Eifer des Gefechts alle Handlungswendungen und Enthüllungen mitzubekommen. Und ebenso packend wie die gelungene Action sind die einfühlsameren Momente, die einen an die Figuren binden. Die philosophischen Fragen, die hinter dem Konzept stecken, werden dabei ganz nebenbei vermittelt, und im Grunde durch die Charakterisierung der Figuren auch gleich überzeugend beantwortet: Was den Menschen ausmacht, sind eben nicht die (hier völlig gleichen) Gene, sondern Herkunft, Erziehung und Erfahrungen. So deutlich und unterhaltsam wie Tatiana Maslany kann das wohl kein Lehrbuch der Welt vermitteln.“

### Auszeichnungen und Nominierungen
2013
- Critics’ Choice Television Awards 2013: Beste Hauptdarstellerin in einer Dramaserie – Tatiana Maslany – gewonnen[1]
- TCA Award:

- Individual Achievement in Drama – Tatiana Maslany – gewonnen
- Outstanding New Program – Orphan Black – nominiert

- Young Hollywood Award: Breakthrough Performance – Female – Tatiana Maslany – gewonnen
- EWwy Award:

- Best Actress in a Drama Series – Tatiana Maslany – gewonnen
- Best Drama Series – Orphan Black – gewonnen

- Tuvey Award:

- Most Underrated Show – Orphan Black – gewonnen
- Best New Show – Orphan Black – gewonnen

2014
- Satellite Award:[30]

- Best Television Series or Miniseries, Genre – Orphan Black – nominiert
- Best Actress in a Drama Series – Tatiana Maslany – nominiert

- People’s Choice Award: Favorite Sci-Fi/Fantasy Actress – Tatiana Maslany – nominiert[31]
- Golden Globe Awards 2014: Golden Globe Award/Beste Serien-Hauptdarstellerin – Drama – Tatiana Maslany – nominiert[32]
- Canadian Screen Awards 2014:

- Shaw Media Award for Best Performance by an Actress in a Continuing Leading Dramatic Role – Tatiana Maslany – gewonnen
- Shaw Media Award for Best Dramatic Series – Orphan Black – gewonnen
- Best Costume Design – „Instinct“ – nominiert
- Best Direction in a Dramatic Series – „Endless Forms Most Beautiful“ – gewonnen
- Best Photography in a Dramatic Program or Series – „Endless Forms Most Beautiful“ – gewonnen
- Best Writing in a Dramatic Series – „Natural Selection“ – gewonnen
- Best Writing in a Dramatic Series – „Unconscious Selection“ – nominiert
- Best Picture Editing in a Dramatic Program or Series – „Unconscious Selection“ – gewonnen
- Best Production Design or Art Direction in a Fiction Program or Series – „Conditions of Existence“ – gewonnen
- Best Performance by an Actor in a Featured Supporting Role in a Dramatic Program or Series – Michael Mando – nominiert
- Best Performance by an Actor in a Featured Supporting Role in a Dramatic Program or Series – Kevin Hanchard – nominiert
- Best Performance by an Actor in a Featured Supporting Role in a Dramatic Program or Series – Jordan Gavaris – gewonnen
- Best Performance by an Actress in a Featured Supporting Role in a Dramatic Program or Series – Maria Doyle Kennedy – gewonnen
- Best Performance in a Guest Role, Dramatic Series – Natalie Lisinska – gewonnen

- GLAAD Media Award: Outstanding Drama Series – Orphan Black – nominiert[34]
- Peabody Award: Peabody Award – Orphan Black – gewonnen[35]
- Writers Guild of Canada:

- Drama Series – „Variations Under Domestication“ – gewonnen
- Drama Series – „Unconscious Selection“ – nominiert
- Drama Series – „Parts Developed in an Unusual Manner“ – nominiert

- Critics’ Choice Television Awards 2014: Beste Hauptdarstellerin in einer Dramaserie – Tatiana Maslany – gewonnen[2]
- Canadian Cinema Editors Award:

- Best Editing in Long Form Television Series – „Variation Under Nature“ – gewonnen
- Best Editing in Long Form Television Series – „Unconscious Selection“ – nominiert

2015
- Canadian Screen Awards 2015

- Shaw Media Award for Best Dramatic Series – Orphan Black – gewonnen
- Best Direction in a Drama Series – TJ Scott – „Mingling Its Own Nature With It“ – gewonnen
- Best Original Music Score for a Series – Trevor Yuile – „By Means Which Have Never Yet Been Tried“ – gewonnen
- Best Photography in a Dramatic Program or Series – Aaron Morton – „By Means Which Have Never Yet Been Tried“ – gewonnen
- Best Picture Editing in a Dramatic Program or Series – D. Gillian Truster – „Governed as It Were By Chance“ – gewonnen
- Best Production Design or Art Direction in a Fiction Program or Series – Liz Calderhead, John Dondertman – „Things Which Have Never Yet Been Done“ – gewonnen
- Best Sound in a Dramatic Program or Series – Tom Bjelic, Hervig Gayer, John Laing, Dale Lennon, Rudy Michael, Stephan Traub, Marilee Yorston – „By Means Which Have Never Yet Been Tried“ – nominiert
- Best Visual Effects – Anthony DeChellis, Eric Doiron, Nathan Larouche, Lon Molnar, Geoff D.E. Scott, Sarah Wormsbecher – „By Means Which Have Never Yet Been Tried“ – nominiert
- Best Writing in a Dramatic Serie – Graeme Manson – „By Means Which Have Never Yet Been Tried“ – gewonnen
- Best Writing in a Dramatic Serie – Graeme Manson, Karen Walton – „Governed by Sound Reason and True Religion“ – nominiert
- Best Achievement in Casting – Sharon Forrest, Susan Forrest – „Governed by Sound Reason and True Religion“ – gewonnen
- Shaw Media Award for Best Performance by an Actress in a Continuing Leading Dramatic Role – Tatiana Maslany – „By Means Which Have Never Yet Been Tried“ – gewonnen
- Best Performance by an Actor in a Featured Supporting Role in a Dramatic Program or Series – Jordan Gavaris – „Mingling Its Own Nature With It“ – gewonnen

- Screen Actors Guild Awards 2015

- Outstanding Performance by a Female Actor in a Drama Series – Tatiana Maslany – nominiert

2016
- Primetime Emmy Awards 2016: Outstanding Lead Actress in a Drama Series - Tatiana Maslany - gewonnen[3]